# Sun Prairie (Wisconsin)
Sun Prairie es una ciudad ubicada en el condado de Dane en el estado estadounidense de Wisconsin. En el Censo de 2010 tenía una población de 29.364 habitantes y una densidad poblacional de 925,59 personas por km².

## Geografía
Sun Prairie se encuentra ubicada en las coordenadas 43°10′55″N 89°14′9″O / 43.18194, -89.23583. Según la Oficina del Censo de los Estados Unidos, Sun Prairie tiene una superficie total de 31.72 km², de la cual 31.67 km² corresponden a tierra firme y (0.17%) 0.05 km² es agua.

## Demografía
Según el censo de 2010, había 29.364 personas residiendo en Sun Prairie. La densidad de población era de 925,59 hab./km². De los 29.364 habitantes, Sun Prairie estaba compuesto por el 85.44% blancos, el 6.14% eran afroamericanos, el 0.31% eran amerindios, el 3.67% eran asiáticos, el 0.04% eran isleños del Pacífico, el 1.41% eran de otras razas y el 2.99% pertenecían a dos o más razas. Del total de la población el 4.27% eran hispanos o latinos de cualquier raza.